# Morče divoké
Morče divoké (Cavia aperea) je přímým předkem morčete domácího. Liší se od něj především stavbou těla.

## Původ
Žije v Jižní Americe v oblasti hor, především v travnatých a křovinatých krajích od nížin Argentiny až po vysokohorská údolí v Andách, kde vystupuje až do výše 5000 metrů nad mořem. Morčata byla chována indiány už před 9 tisíci lety a v některých oblastech se dokonce ještě chovají. Morčata byla chována pro maso a také jako obětní dary. Tamní obyvatelé morčata často chovali také jako mazlíčky pro děti. Chovali je v příkopech u domů nebo přímo v domech. Už tehdy byly různé barevné typy, dokonce se vyskytovaly i rozety. Černá morčata byla hned po narození zabíjena kvůli pověrčivosti.

## Způsob života
Morčata jsou společenská zvířata. Žijí ve skupinách a ve striktních hierarchiích. Vyhrabávají si jednoduché zemní nory nebo využívají opuštěná doupata jiných živočichů. Jsou aktivní za soumraku a v noci, čímž se chrání před predátory (především před dravci). Jsou to výborní skokani. Mnohdy dokážou vyskočit do výšky až jednoho metru.

## Popis
Morče divoké má odlišnou stavbu těla od morčete domácího. Je delší a hubenější, díky tomu také pohyblivější. Má úzkou hlavu, což slouží ke snadnějšímu pronikání křovinami. Zbarvení je tmavohnědé až černohnědé (aguti). Kožich je poněkud tvrdší než u domácích morčat. Rozmnožování je téměř stejné. Březost trvá 62–70 dní. Mláďata se rodí již se srstí, vidí, slyší, jsou zcela vyvinutá. Už druhý nebo třetí den mohou pojídat tuhou stravu, jsou tedy brzy samostatná. Samice mláďata kojí zhruba tři týdny. Počet mláďat je 1 až 5.

## Morče divoké včeských zoo
- Zoo Jihlava
- Zoo Olomouc[4]
- Zoo Ostrava[4]
- Zoopark Zájezd